# Comuna Oru
Oru este o comună (vald) din Comitatul Lääne, Estonia.
Comuna cuprinde 15 sate.

Reședința comunei este satul Linnamäe.

## Localități componente

### Sate
- Auaste
- Ingküla
- Jalukse
- Keedika
- Kärbla
- Linnamäe
- Niibi
- Oru
- Mõisaküla
- Salajõe
- Saunja
- Seljaküla
- Soolu
- Uugla
- Vedra